# Ricardo Duque
Ricardo Duque (Rio de Janeiro, 12 de fevereiro de 1974) é um ator brasileiro. Casado há 30 anos com a diretora Ana Paula Guimarães e pai de duas meninas.

## Televisão
| Ano       | Novela               | Papel                                                       | Nota                                   |
| --------- | -------------------- | ----------------------------------------------------------- | -------------------------------------- |
| 1996      | Malhação             | aluno da academia                                           |                                        |
| 1998      | Pecado Capital       | Rick                                                        |                                        |
| 1999      | Andando nas Nuvens   | do grupo de rapazes que assediam Celi na saída da boate     |                                        |
| 2000      | Uga Uga              | Jorge                                                       |                                        |
| 2000      | Malhação             | Cleiton                                                     |                                        |
| 2003      | Mulheres Apaixonadas | rapaz que observa o acidente de Dóris com o carro de Estela |                                        |
| 2004      | Como Uma Onda        | Davi                                                        |                                        |
| 2005      | Bang Bang            | Bob                                                         |                                        |
| 2006      | Páginas da Vida      | Fernando                                                    |                                        |
| 2007      | Paraíso Tropical     | Cliente de Bebel                                            |                                        |
| 2007      | Sete Pecados         | Marcelo Mesquita                                            |                                        |
| 2008      | Casos e Acasos       | Breno                                                       |                                        |
| 2008      | Dicas de um Sedutor  | Marcelo                                                     |                                        |
| 2008      | Toma Lá, Dá Cá       | Indaleto                                                    | Episódio: "A Cinderela de Pato Branco" |
| 2009      | Caras & Bocas        | André di Francesco                                          |                                        |
| 2010      | Ti Ti Ti             | Francis Fiuza                                               |                                        |
| 2011      | O Astro              | Policial Madureira                                          |                                        |
| 2011      | A Vida da Gente      | Serrado                                                     |                                        |
| 2012      | Guerra dos Sexos     | Celso                                                       |                                        |
| 2013      | Pecado Mortal        | Laerte Ribeiro                                              |                                        |
| 2015      | Alto Astral          | Marcelo                                                     |                                        |
| 2016      | Malhação             | Delegado Marcos Rocha                                       |                                        |
| 2017      | A Terra Prometida    | Rei Zareg, de Gibeom                                        |                                        |
| 2017      | Apocalipse           | Luca Pérgamo                                                |                                        |
| 2018      | O Tempo Não Para     | Florêncio                                                   |                                        |
| 2020-2021 | Salve-se Quem Puder  | Detetive Ivo Mantovani                                      |                                        |
| 2025      | Paulo, O Apóstolo    | Ananias                                                     |                                        |

## Cinema
| Ano  | Novela             | Papel              |
| ---- | ------------------ | ------------------ |
| 2006 | Xuxa Gêmeas        | Chefe da Segurança |
| 2008 | A Guerra dos Rocha | Policial           |
| 2017 | O Crime da Gávea   | Paulo              |